# Haplochromis argens
Haplochromis argens de Zeeuw, Westbroek & Witte, 2013, è un pesce d'acqua dolce appartenente alla famiglia Cichlidae, sottofamiglia Pseudocrenilabrinae.

## Diffusione e habitat
Questa specie è endemica dell'area meridionale del lago Vittoria, in Tanzania.

## Riproduzione
H. argens è un incubatore orale: dopo la fecondazione delle uova le femmine curano le uova e gli avannotti in bocca.